# Kertu Laak
Kertu Laak, född 21 februari 1998 i Tallinn, är en estländsk volleybollspelare som spelar för polska BKS Stal Bielsko-Biała. Hon har även representerat Estlands landslag.

## Karriär
Laak började sin seniorkarriär spelandes för Kohila VK i estländska högstaligan säsongen 2013/2014. Hon spelade fyra säsonger för klubben och vann Baltic Volleyball League tre gånger, estländska ligan fyra gånger och estländska cupen en gång.
Inför säsongen 2017/2018 gick Laak till finländska FM-ligan-klubben LP Viesti Salo. Säsongen 2018/2019 vann hon finländska mästerskapet med klubben. Inför säsongen 2019/2020 gick Laak till italienska Serie A1-klubben Chieri '76. Efter två år i klubben gick hon inför säsongen 2021/2022 till tyska Bundesliga-klubben Schweriner SC. I december 2021 lämnade Laak klubben och blev under början av 2022 klar för en återkomst till Estland och spel i klubben Viljandi Metall.
Inför säsongen 2022/2023 gick Laak till franska RC Cannes. Inför säsongen 2023/2024 gick hon till polska BKS Stal Bielsko-Biała.

## Klubbar
- Kohila VK (2013–2017)
- LP Viesti Salo (2017–2019)
- Chieri '76 (2019–2021)
- Schweriner SC (2021)
- Viljandi Metall (2022)
- RC Cannes (2022–2023)
- BKS Stal Bielsko-Biała (2023–)

## Meriter

### Klubblag
Kohila VK
- Estländska ligan: 2013/2014, 2014/2015, 2015/2016, 2016/2017
- Estländska cupen: 2015/2016
- Baltic Volleyball League: 2013/2014, 2014/2015, 2015/2016

 LP Viesti Salo
- Finländska mästerskapet: 2018/2019

### Individuellt
- Årets kvinnliga volleybollspelare i Estland: 2017,[29] 2018,[30] 2019,[31] 2020,[32] 2021,[33] 2023[34]